# Nagri
Nagri o Nagari és una antiga ciutat del Rajasthan, situada a l'antic principat de Mewar, a la thikana de Bedla, al nord de la ciutat de Chitor. Conté restes hinduistes i budistes, dels períodes maurya i gupta. Es troba a 7 km de Bassi, a la carretera entre Bundi i Chitor (Chittorgarh).
En temps de l'Imperi Maurya (segle IV a II aC) fou una de les principals ciutats de l'imperi, a la riba del riu Bairach, i fou coneguda com a Madhyamika. Fou probablement objecte d'atacs pels indogrecs al segle ii aC. Va passar als sibis al segle i aC i després als Kshatrapes Occidentals al segle ii. El segle iii fou governada pels malava fins que fou conquerida pel rei Huna (o dels huna)
Va florir fins al període dels gupta (segles iii a VI). S'hi estan fent excavacions que han posat a la llum coses interessants del seu passat; la més interessant una stupa construïda en rajoles i decorada amb làmines de terracota de gran mèrit artístic.